# كيفن ر. غريفيث
كيفن ر. غريفيث (بالإنجليزية: Kevin R. Griffith)‏ هو شاعر أمريكي، ولد في 22 يناير 1964 في أدريان في الولايات المتحدة.